# بينير (محطة مترو أنفاق لندن)
بينير (بالإنجليزية: Pinner)‏ هي إحدى محطات مترو أنفاق لندن. تقع على خط ميتروبوليتان أفتتحت في المنطقة (Zone) رقم 5 أفتتحت في 25 مايو 1885.

## معرض صور

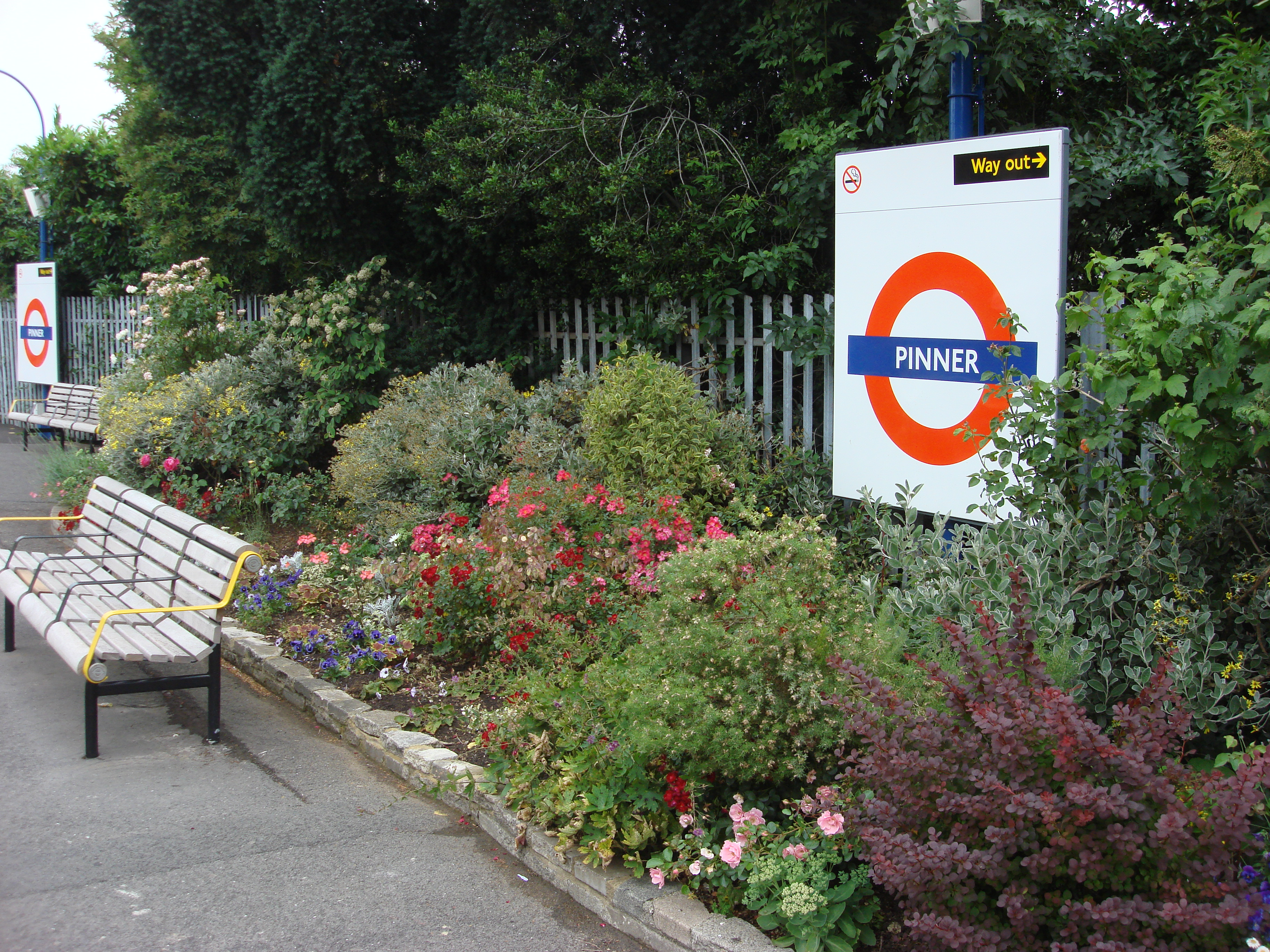
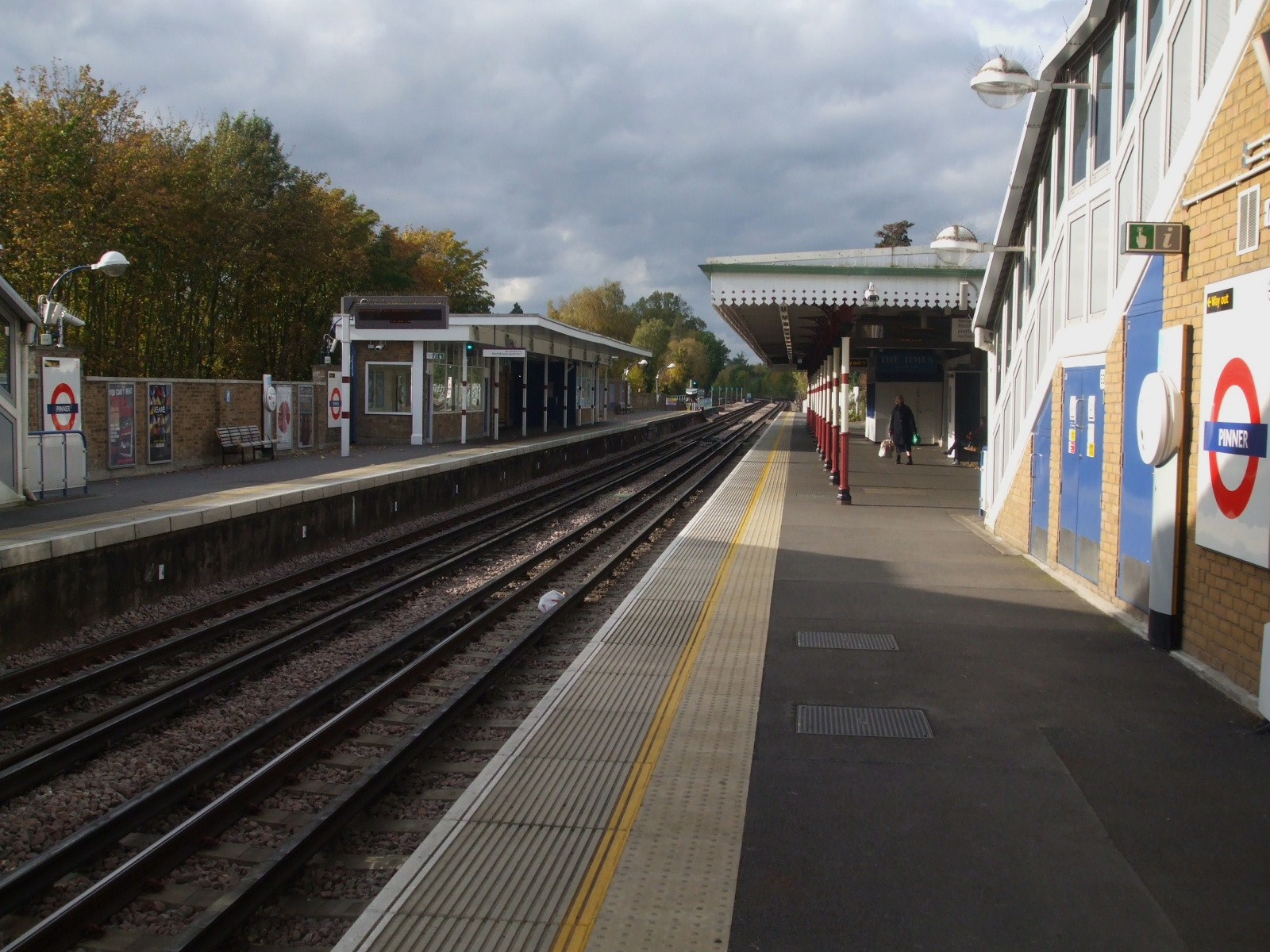
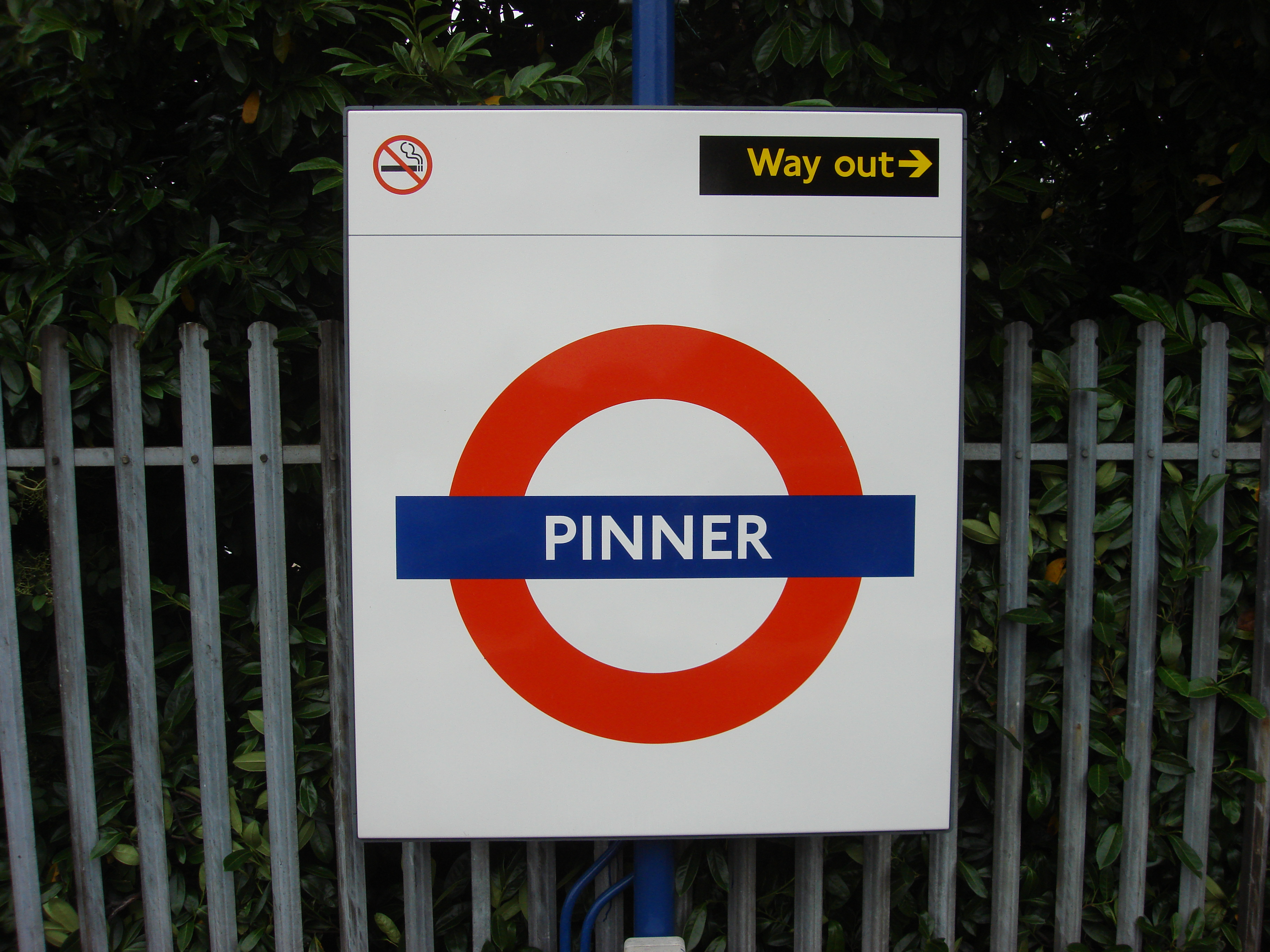
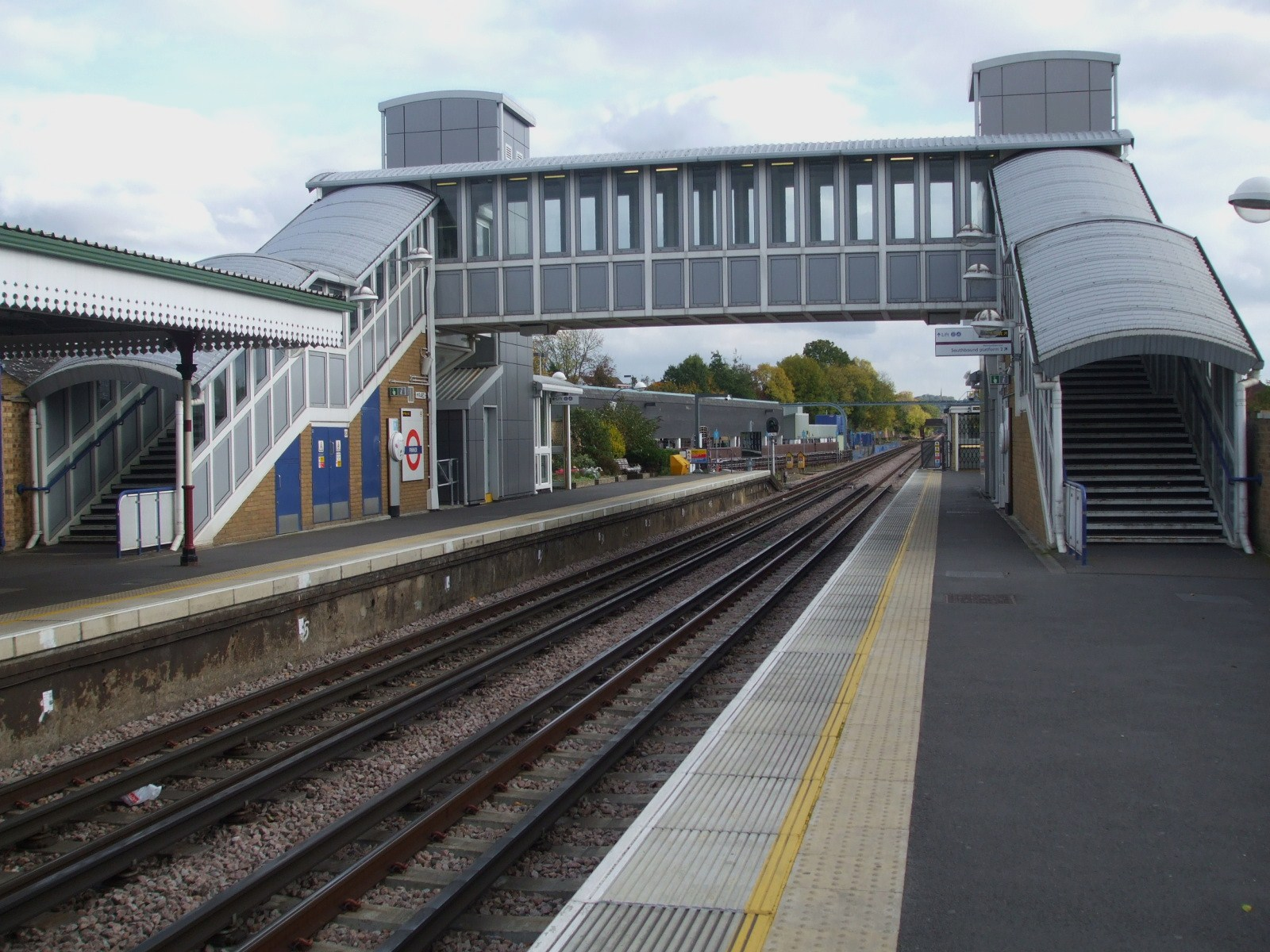